# Astrophysikalisches Observatorium Şamaxı

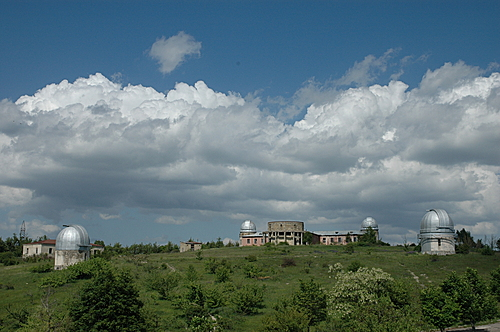
Astrophysikalisches Observatorium Şamaxı

Das Astrophysikalische Observatorium  Şamaxı (aserbaidschanisch: Şamaxı Astrofizika Rəsədxanası, ŞAR, englisch: Shamakhy Astrophysical Observatory, ShAO) ist eine Sternwarte der Republik Aserbaidschan, in der Şamaxı-Region im Großen Kaukasus, in 1530 Meter Höhe. Es wird auch als Tusi Observatorium bezeichnet, nach Nasir ad-Din at-Tusi. Es steht unter der Verwaltung der Nationalen Akademie der Wissenschaften Aserbaidschans.

## Instrumente

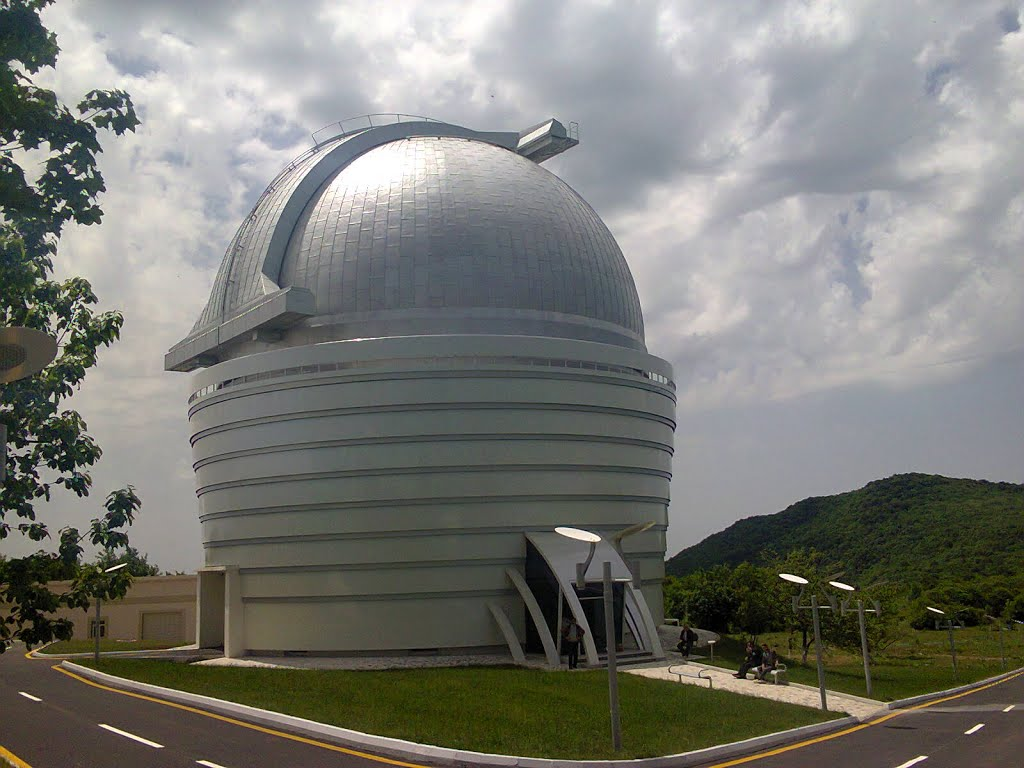
Kuppel des 2-Meter-Zeiss-Teleskops

Das Observatorium verfügt über ein 2 Meter Durchmesser großes Spiegelteleskop der Fa. Carl Zeiss Jena und einer Reihe kleinere Instrumente.